# Nova Osota, Oleksandrivka
Nova Osota (în ucraineană Нова Осота) este un sat în comuna Stara Osota din raionul Oleksandrivka, regiunea Kirovohrad, Ucraina.

## Demografie
Componența lingvistică a localității Nova Osota
     Ucraineană (95,16%)
     Romani (2,9%)
     Rusă (1,71%)
     Alte limbi (0,22%)
Conform recensământului din 2001, majoritatea populației localității Nova Osota era vorbitoare de ucraineană (95,16%), existând în minoritate și vorbitori de romani (2,9%) și rusă (1,71%).